# Adolf Flückiger
Adolf Flückiger (* 2. Dezember 1917 in Zürich; † 20. Februar 1998 in Bern) war ein Schweizer Grafiker, Plakatkünstler, Kunstpädagoge, Zeichner, Maler und Fotograf.

## Leben und Werk
Adolf Flückiger absolvierte von 1932 bis 1936 eine Grafiklehre in Zürich. Parallel dazu besuchte er die Kunstgewerbeschule Zürich. Zu seinen wichtigsten Lehrern gehörte Alfred Willimann.
Flückiger gestaltete Tourismus- und Ausstellungsplakate sowie Plakate für humanitäre Zwecke. Von 1936 bis 1939 arbeitete er mit dem Fotografen Werner Bischof zusammen. Zudem war er bei verschiedenen Ateliers und Druckereien angestellt. 1943 eröffnete er ein eigenes Atelier in Bern. Studienaufenthalte führten ihn später nach Italien, Frankreich und Deutschland. 
1956 begann Flückiger eine Lehrtätigkeit am Technikum Biel und unterrichtete dort nebenberuflich Grafik. Anschliessend unterrichtete er von 1963 bis 1983 als Fachlehrer Grafik an der Kunstgewerbeschule Bern. Adolf Flückiger gewann 1951, 1966 und 1968 den Preis für das Schweizer Plakat des Jahres. Neben seiner Arbeit als Grafiker und Lehrer war Flückiger auch als Ausstellungsgestalter tätig. Zudem setzte er sich vertieft mit Malerei und Fotografie auseinander.